# Cruz de Sangue
A Cruz de Sangue é uma medalha da Força Aérea Brasileira concedida para militares e civis que sirvam a Força que desempenhando missões de combate tenham sido feridos em ação. Foi criada pelo Decreto-Lei nº 7.454, de 10 de abril de 1945, alterada pelo Decreto-Lei nº 8.901, de 24 de janeiro de 1946, e regulamentada pelo Decreto nº 20.497, de 24 de janeiro de 1946.
Apenas 13 aviadores brasileiros receberam esta honraria, todos em razão de ações na Campanha da Itália.